# ویلی کارتیه
ویلی کارتیه (زاده ۱۵ سپتامبر ۱۹۹۱ میلادی) مدل و بازیگر اهل کشور فرانسه است.